# Brodequin
Brodequin je death metal skupina iz mesteca Knoxville, ZDA. Leta 1998 sta jo ustanovila brata Mike in Jamie Bailey, do danes so izdali tri albume.
Njihova besedila govorijo o smrti, mučenju, umorih in spolnih zlorabah, večina jih temelji na resničnih dogodkih. Ime izhaja iz mučilne naprave, ki so jo uporabljali v Franciji pri drobljenju žrtvinih nog. Za ime in besedila skrbi vokalist Jamie, ki je diplomirani zgodovinar.

## Diskografija
Izdajajo pri založbi Unmatched Brutality Records, ki jo vodi kitarist Mike Bailey.
- Instruments of Torture (2000)
- Festival of Death (2002)
- Methods of Execution (2004)